# 사천시의 지질

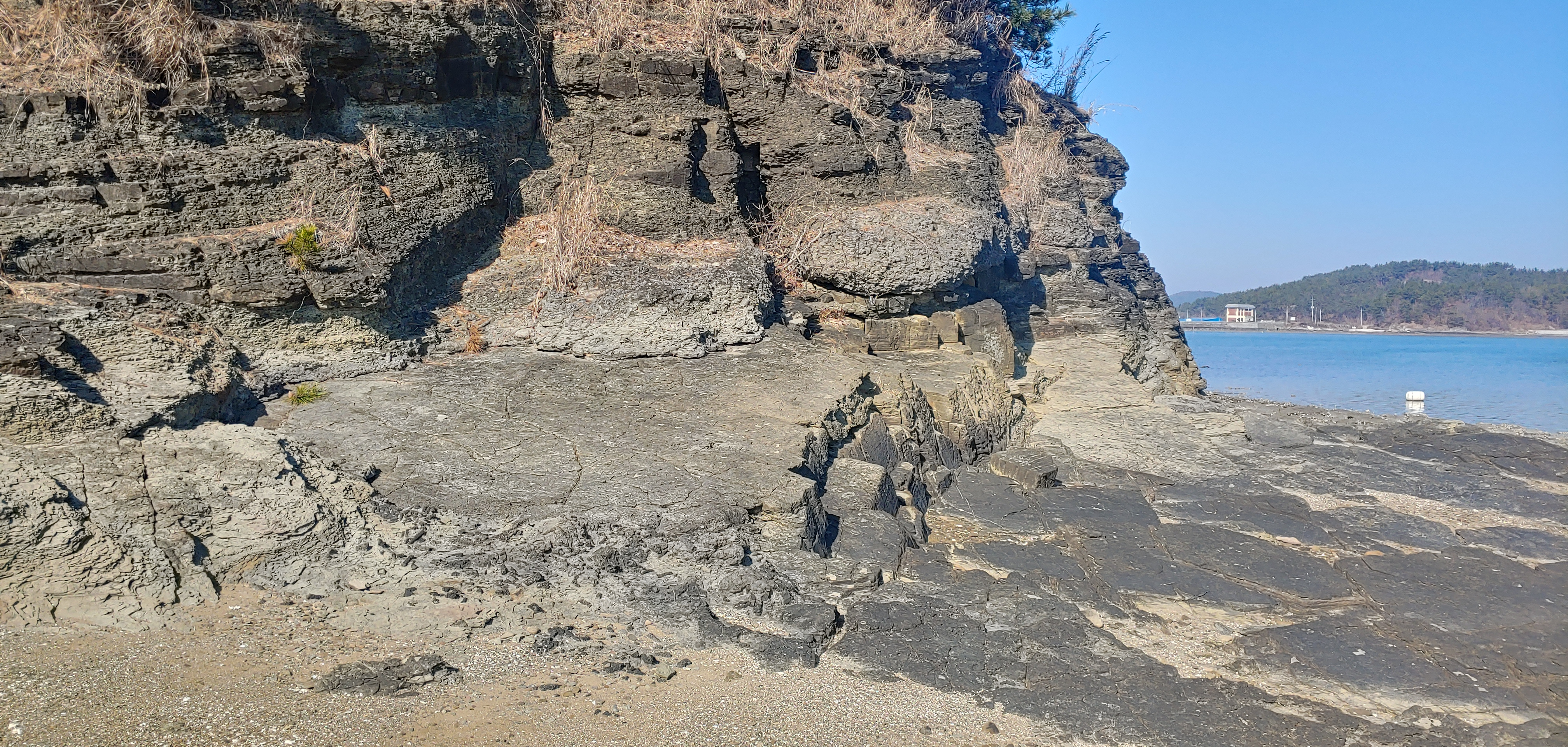
사천 선전리 백악기 나뭇가지 피복체 산지와 경상 누층군 진주층

본 문서에서는 경상남도 사천시의 지질과 사천 선전리 백악기 나뭇가지 피복체 산지, 사천 자혜리 화석갯지렁이초 (미생물-날도래 생물초) 화석산지 등 지질유산에 대해 설명한다.

## 개요
경상남도 사천시는 중생대 백악기 퇴적 분지 경상 분지 남단에 위치하며 지질은 백악기의 퇴적암 지층 경상 누층군과 이를 관입한 백악기 화강섬록암으로 구성된다. 사천시 내에는 경상 누층군 최하부의 지층 낙동층에서 함안층 그리고 유천층군 안산암까지 분포하며 이중 진주층 내에는 사천 선전리 백악기 나뭇가지 피복체 산지, 사천 자혜리 화석갯지렁이초 (미생물-날도래 생물초) 화석산지, 스트로마톨라이트 등 다수의 화석이 발견되었다.
1:5만 지질도 상으로
- 진교 지질도폭(1965) 동부 (곤명면, 곤양면 중·서부, 서포면 중·북서부)[3]
- 사천 지질도폭(1969) 남서부 (곤양면 동부, 축동면, 사천읍, 정동면, 사남면, 용현면)[4]
- 남해 지질도폭(1989) 북동부 (서포면 남부, 비토도)
- 삼천포 지질도폭(1983) 북서부 (서포면 자혜리, 사남면 남동부, 삼천포 지역, 신수도)[5]

에 해당한다.

## 선캄브리아기
경상 분지의 기반암인 선캄브리아기 편마암은 사천시 서쪽 끝 지역에 소규모 분포한다.

### 메타텍틱편마암
메타텍틱편마암(gnme)은 하동군~진주시 지역에 분포하는 선캄브리아기 편마암으로 사천시 내에서는 곤명면 삼정리에  남-북 방향으로 분포한다. 이 편마암은 경상 누층군 낙동층에 의해 부정합으로 덮히며 편리는 북북서 주향에 서쪽으로 20° 내외로 경사한다.

## 경상 누층군낙동층
낙동층(Nakdong formation) 또는 연화동층(Yeonhwadong formation, 蓮花洞層) 또는 원지층(Wonji formation, 院志層)은 경상 누층군 신동층군의 최하부 지층으로, 영남 육괴에 해당하는 선캄브리아기의 암석을 부정합으로 덮는다. 낙동층은 경상 분지 가장 서쪽에서 경상북도 상주시 사벌국면에서 전라남도 광양시에 이르기까지 측방으로 약 200 km 연장되어 분포한다. 사천시 내에서는 곤양면 마곡리, 초량리, 봉계리, 다솔사역 일대에 북북동 방향으로 분포한다.
진교 지질도폭(1965)에 의하면 경상 누층군 최하위층으로 편마암 및 편암으로 된 변성암류와 염기성 내지 중성 화산암류를 부정합으로 덮고 석영반암, 화강섬록암 및 맥암류에 의해 관입당했다. 원지층은 100 m 정도의 두께를 갖는 기저역암 및 함력 조립사암으로 된 기저역암대와 그 위에 330 m 두께의 녹회색 셰일대로 구분할 수 있다.
기저역암과 함력 조립사암은 하동군 북천면 직전리 부근에 잘 발달한다. 역암의 바탕은 알코스질으로 다량의 장석을 함유하며 풍화면에서는 유백색 내지 갈색을 띠나 신선한 면에서는 담녹회색을 띤다. 상부 함력조립사암층에서는 흑색 셰일층이 발달하는데 이 중에 간혹 엷은 무연탄층이 협재된다. 기저역암층과 녹회색 셰일대 사이에는 석영반암과 화강섬록암의 관입으로 인해 일부가 포획되어 혼펠스 또는 처트화 되어 곳곳에 섬처럼 고립되어 있고 대부분은 침식되었다.
녹회색 셰일대는 주로 녹회색을 띠는 사질셰일 및 셰일로 구성되며 간간히 녹회색 사암이 호층을 이루고 엷은 자색(赭色) 셰일이 수 회 협재된다. 전체적으로 볼 때 사암은 중립 내지 조립질이며 백운모와 장석을 함유한 알코스질이다. 본 층 상부에 0.3 m 내외의 두께를 갖고 발달하는 암회색 내지 회색 석회암층이 있는데 이 석회암층을 경계로 마동층과 구분된다. 이 석회암층은 비교적 연속성을 가지며 풍화면에서는 층리를 가지나 곳에 따라 석회질셰일로 점이되거나 자색 셰일 중에 역질로 나타나는 경우도 있다.

## 경상 누층군하산동층

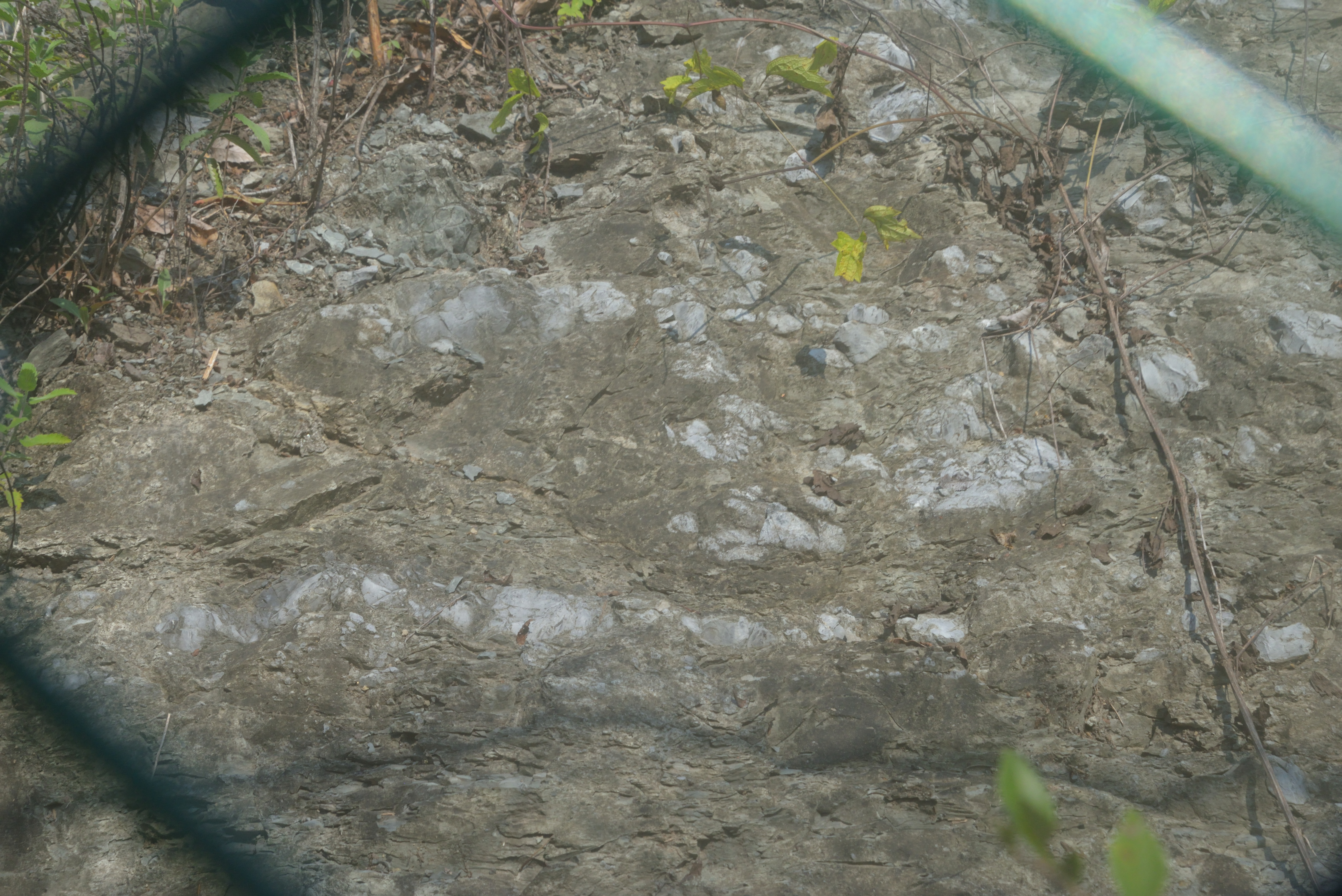
사천시 곤양면 환덕리 환덕고개 정상 지방도 제1002호선 도로변

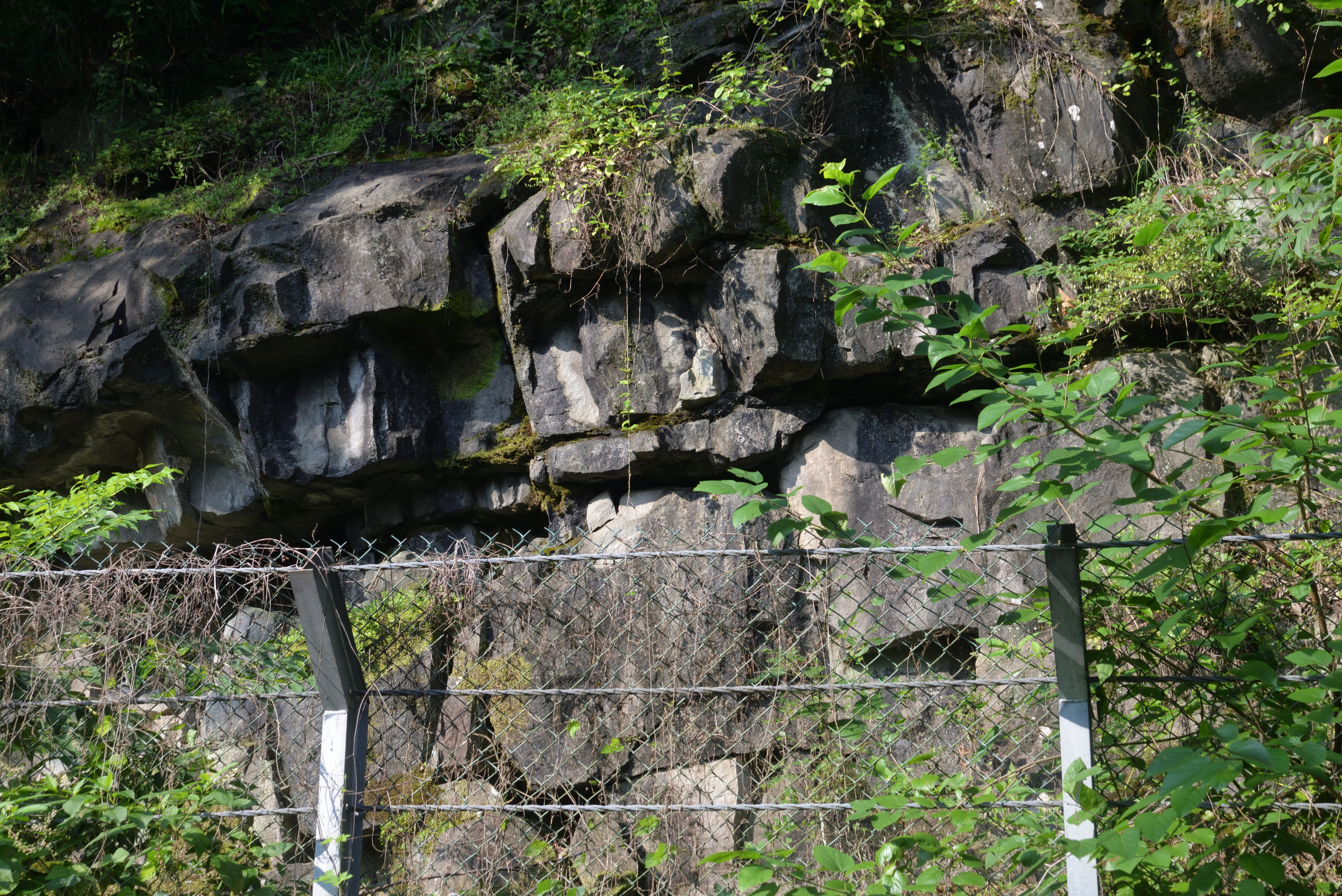
사천시 곤양면 환덕리 지방도 제1002호선 도로변

하산동층(Hasandong formation, 霞山洞層)은 대한민국 경상 분지에 분포하는 중생대 백악기의 퇴적암 지층으로, 중생대 경상 누층군 신동층군 낙동층 상위의 지층이며 의성군 다인면에서 하동군에 이르기까지 분포한다. 하산동층은 타테이와 이와오(1929)에 의해 왜관 지질도폭의 하산동 마을(현재의 대구광역시 하빈면 하산리)에서 명명되었으며, 진주시와 사천시의 삼가·진주·사천·진교 지질도폭에서는 마동층(Madong formation, 馬洞層)이란 명칭이 사용되었다. 하산동층에서는 공룡의 뼈와 이빨, 알화석, 익룡뼈와 발자국 화석, 악어 두개골 화석, 거북 배갑화석, 물고기 화석 등 다양한 척추동물 화석들의 산출이 보고되었으며, 무척추동물인 복족류 및 이매패류의 패각화석과 생흔화석의 산출이 보고되었다.
진교 지질도폭(1965)에 의하면 원지층(낙동층) 최상부 암회색 석회암층을 경계로 원지층(낙동층)과 구분되며 원지층을 정합으로 덮고 사천시 곤명면 금성리, 본촌리, 신흥리, 정곡리, 성방리, 곤양면 묵곡리, 송전리, 맥사리, 서포면 금진리, 외구리 지역에 분포한다. 하산동층의 기저는 원지층 최상부 석회암을 덮는 약 30 m 두께의 자색(赭色) 석회질 셰일이며 그 위로 계속 사암과 셰일이 호층을 형성하나 대체로 하산동층은 하부의 녹회색 셰일대, 중부의 사암대, 상부의 자색(赭色) 셰일대로 구분할 수 있으며 전체 두께는 1,070 m이다.
두께 460 m의 하부 녹회색 셰일대는 중립 내지 세립질 사암과 호층을 형성하며 수 매의 자색 셰일 및 사질셰일층이 협재된다. 두께 480 m의 중부 사암대는 대체적으로 세립 내지 중립질 사암층으로 되나 세립질이 우세하며 알코스질인 것이 많다. 본 사암 내에는 간간히 자색(赭色), 회색, 녹회색 셰일이 협재된다. 두께 130 m의 자색 셰일대는 주로 자색 셰일로 구성되고 수 매의 엷은 중립질 사암층이 협재된다.
사천 지질도폭(1969)에 의하면 내동면 내평리와 유수리 등지에 북북동 방향으로 분포하며 상, 중, 하로 구분된다. 하부 녹회색 셰일대는 중립/세립질사암과 교호하고 자색 및 사질셰일이 협재된다. 중부 사암대는 세립/중립질 사암층에 간간히 자색, 회색, 녹회색 셰일이 협재된다. 상부 자색 셰일대는 주로 자색 셰일에 중립질사암이 협재된다. 지층의 주향은 북동 30°, 경사는 남동 10°, 두께는 500 m이다.

### 노두
오재호 외(1995)는 경상 누층군 내 석유 부존 가능성을 조사하며 남해고속도로를 따라 하산동층의 노두를 다음과 같이 기재하였다. 하산동층은 적색이암의 첫 출현으로 낙동층과 구분되며 최종 출현으로 진주층과 구분된다.
하산동층 하부의 노두는 남해고속도로 진교 나들목 부근에 발달한다. 이 노두의 하부는 괴상 내지 엽리상 적색 이암 및 실트스톤과 괴상 및 층상의 (극)세립 사암이 교호하고 생교란, 흔적 화석도 많다. 노두의 중부는 적색 이암을 침식하며 발달한 2매의 중립사암이 있다. 두 사암체의 경계는 박층의 회색 니질사암이나 이 니질사암은 상부 사암에 의해 침식되어 상하부 사암체의 경계가 불분명한 경우도 있다. 그러나，이 사암체를 측면으로 계속 추적하면 상하부 사암체 사이에는 두꺼운 적색 이암이 분포하며，여기서 상부 사암체는 하부의 적색 이암을 계단상으로 침식한 하도의 측면 경계를 보인다. 노두의 상부는 두꺼운 적색 이암이 우세하며 괴상의 사암도 있다. 일부 이암은 흑색 탄질셰일로 구성된다.
하산동층 중부의 노두는 남해고속도로 진교터널 인근에 발달한다. 이 노두는 4매의 사암층과 적색/회색의 이암이 교호한다. 
하산동층 상부의 노두는 남해고속도로 곤양 나들목에서 3 km 동쪽에 발달한다. 이 노두의 하부는 적색 및 녹회색 니질사암으로 구성되며 수~수십 cm의 세립사암이 협재된다. 노두의 중부는 7 m 이상의 두꺼운 사암체이다. 하산동층 최상부의 노두는 남해고속도로 곤양 나들목에서 5 km 동쪽의 절개면에 발달한다. 이 노두의 하부는 2매의 역질사암체와 적색 니질사암이 교호한다. 역질사암체의 두께는 2~4 m이며, 점이층리가 발달하고, 하부의 적색 이암을 침식하고 있다. 노두의 중부 및 상부는 두꺼운 적색 이암과 수평 연장성이 불량한 사암층이 교호한다.

## 경상 누층군진주층
진주층은 신동층군의 최상부 지층으로, 주로 셰일과 사암으로 구성되며 경상북도 안동시 서부에서 대구광역시를 지나 경상남도 진주시와 남해군까지 측방으로 약 200 km 연장된다. 지층의 이름은 경상남도 진주시에서 유래되었다. 진주층은 경상 누층군의 지층 중 체구(體軀)화석의 산출이 가장 많은 지층으로, 다양한 종류의 무척추동물 화석과 척추동물 화석(어류와 공룡)의 산출이 보고되었으며, 천연기념물 제534호 진주 호탄동 익룡·새·공룡 발자국 화석산지와 같이 공룡과 익룡, 파충류, 양서류, 포유류 등의 다양한 척추동물 발자국과 무척추동물 생흔화석 등이 보고되었다. 이와 함께 여러 종류의 겉씨식물 잎화석이 진주층에서 산출한다. 2021년 사천시 비토도의 진주층에서는 한국에서 가장 오래된 새발자국 화석이 발견되었다. 진주층의 두께는 표식지인 경상남도 진주시 지역에서 최대 1,800 m, 사천시 지역에서 1,400 m이다.

### 암상
진교 지질도폭(1965)에서는 진주층 대신 구랑리층(Gurangri formation, 九浪里層)이라는 명칭을 사용한다. 구랑리층은 사천시 서포면 구랑리, 구평리, 조도리 동부에 분포하며 마동층의 자색 셰일층을 덮는다. 본 층의 기저는 함력석회질조립사암으로 되어 있으며 풍화면은 충식상이다. 함력은 대체로 5 cm 내외이며 종류는 석영맥, 석회암, 규암 및 셰일 등이다. 본 지층 중에는 5 내지 1 m 두께의 자색 셰일층이 3매 협재된다. 구랑리층은 기저층을 제외하고는 대체로 자색 셰일로 구성되며 간간히 사암이 협재하여 교호한다.
사천 지질도폭(1969)에 의하면 마동층(하산동층)을 정합으로 덮으며 진주시 주약동과 가좌동, 호탄동, 내동면 동부, 정촌면 서부, 사천시 축동면 전 지역, 곤양면 동부 지역에 분포한다. 본 층은 주로 회색 사암, 셰일, 암회색 내지 흑색의 사암과 셰일의 호층, 암회색 이회암과 동시역암층을 협재한다. 사천시 축동면 사다리와 곤양면 중항리에는 본 층의 흑색 셰일 중에 렌즈상의 얇은 무연탄층이 협재된다. 본 지층의 일반적인 주향은 북동 20~40°, 경사는 남동 10~15°, 두께는 1,400 m이다.>

### 노두
사천시 축동면에 위치한 절개사면 (N 35°06'11.23", E 128°03'58.35")은 북서 방향으로 약 130 m의 연장을 가지며, 사면의 하부에는 셰일층이 분포하는 반면, 상부에는 중립질사암층이 분포한다. 또한 셰일층에 집중되어 발달하는 단층들은 북동과 동-서 방향의 주향이 우세하며 단면에서 1 m 이내의 수직변위를 가지는 정단층의 기하를 보인다. 이 단층들은 상부의 사암을 절단하지 못한다.
사천시 축동면 반용리 산 133-1 (N 35°05'52.91", E 128°02'00.06")의 가화천 주변에는 진주층의 세립 사암과 셰일이 교호하며 나타난다. 셰일층에서는 다량의 곤충 화석(모기류 화석, 잠자리 유충 화석, 딱정벌레 및 잠자리 날개맥 등)과 막대형 스트로마톨라이트 화석이 관찰된다. 이 외에도 지진 기원의 연질변형퇴적구조, 연흔, 건열, 사층리 등의 퇴적 구조와 생물 흔적 화석, 개형충 화석도 관찰된다.
사천시 곤양면 검정리에 분포하는 하부 진주층에서 고열역청을 함유하는 사암이 산출되었다. 역청이 높은 온도에 장시간 노출되어 열분해된 고열역청(pyrobitumen)은 과거 원유가 존재했음을 지시하며, 고열역청을 함유한 진주층의 사암이 한 때 액상 탄화수소의 저류암 역할을 했다는 것을 지시한다.
사천시 서포면 자혜리 산 23-10 (N 35°00'17.34", E 128°01'11.57")의 사천대교 아래 해안가를 따라 진주층이 분포한다. 주로 세립질의 사암이 우세하며 흑색의 이암도 함께 관찰된다. 이 곳에서는 연질변형퇴적구조, 불꽃 구조, 스트로마톨라이트, 폭풍에 의해 이동된 역암층, 생흔 화석, 건열 등의 다양한 화석과 퇴적 구조들이 관찰된다.
사천시 서포면 자혜리 산 904-5 (N 34°59'28.00", E 128°00'50.76")의 사천대교 남쪽에 위치한 해안가 노두에 진주층이 분포한다. 하부의 흑색 셰일과 상부의 판상 사암으로 구성되는데 흑색 셰일층에는 탄화목의 줄기 화석이 층리면에 평행하게 놓여 있다.
사천시 서포면 구랑리 산 70 (N 35°01'01.82", E 128°00'33.57")의 바닷가 진주층에서는 스트로마톨라이트 화석 산지의 노두를 볼 수 있다. 이 지역의 진주층은 흑색 셰일과 이암이 교호하며 다양한 두께의 이암에서 막대형 및 일부 판상 스트로마톨라이트를 관찰할 수 있다. 스트로마톨라이트의 평균 길이는 수십 cm, 지름은 주로 1~2 cm 내외를 가지는 직선 또는 막대형을 가진다.
사천시 서부 지역의 진주층 암회색 이암에서 막대기형 스트로마톨라이트가 산출된다. 크기는 대개 길이 4~12 cm, 직경 2~4 cm이다.
사천시의 진주층
- 사천시 서포면 비토리 시엘로리조트(도로명주소: 서포면 용궁로 211) 입구 북위 35° 30′ 41.42″ 동경 128° 04′ 20.52″ / 북위 35.5115056°  동경 128.0723667°
- 사천시 서포면 비토리 17-20 앞바다
- 사천시 곤양면 안도1길 131 남측

### 사천 자혜리 미생물-날도래 생물초 화석산지
사천시 서포면 자혜리 20-12 (N 35°00'00.67", E 128°01'03'67")의 진주층에서는 백악기 날도래 집단서식 화석 산지를 관찰할 수 있다. 이곳은 2002년 경남기념물 제241호 '사천 자혜리 갯지렁이 초'라고 지정되었으나 이후 미생물-날도래 생물초(Microbial-caddisfly bioherm)로 밝혀졌다. 일반적으로 날도래 서식지 화석은 신생대 지층에서 발견되나 자혜리에서 발견된 날도래 화석은 아시아 최초의 발견이자 가장 오래된 날도래 화석 중 하나이다. 미생물-날도래 생물초는 우이드질 사암(Oolithic sandstone) 내에서 발달하며 이들의 습성, 크기, 형태 등을 비교했을 때 Leptoceridae과와 비슷하다. 대교횟집(사천시 서포면 자구로 69-20) 앞에 위치한 이곳에는 간단한 안내 표지판과 주차 공간이 있다.
사천 자혜리 화석갯지렁이초 (미생물-날도래 생물초) 화석산지
- 안내 표지판
- 화석산지 부근의 자구로 도로변에 드러난 진주층은 남동쪽으로 경사한다.
- 화석산지에서 바라본 사천대교로

### 사천 선전리 백악기 나뭇가지 피복체 산지

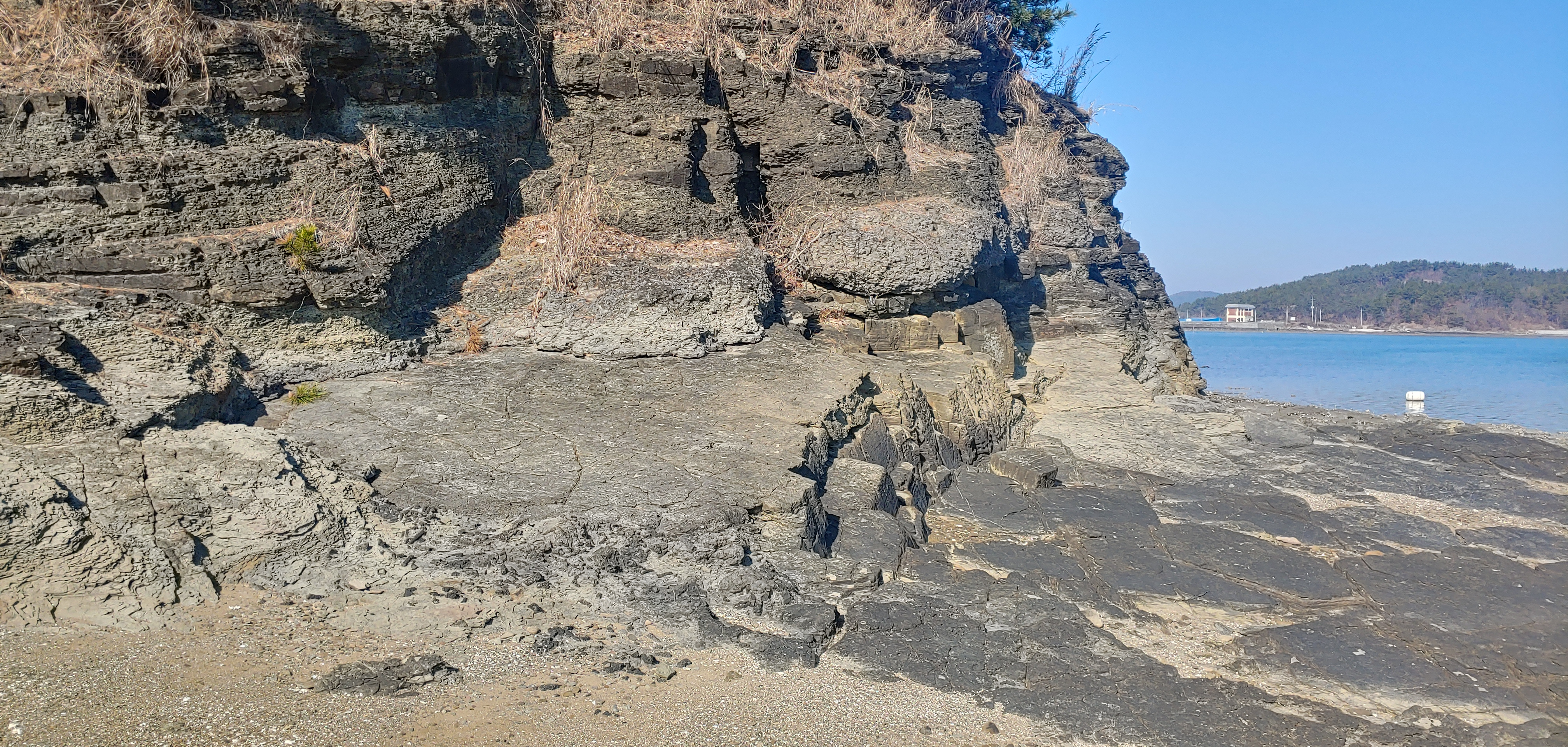
사천 선전리 백악기 나뭇가지 피복체 산지

천연기념물 사천 선전리 백악기 나뭇가지 피복체 산지는 사천시 서포면 선전리 해안가 진주층에 발달한 탄산염 성장체로 스트로마톨라이트의 일반적인 성장형태가 아닌 나뭇가지를 핵으로 성장한 원통형(막대형)을 가지는 것이 특징이다.

## 경상 누층군칠곡층
칠곡층(Cilgok formation, 漆谷層)은 경상 분지에 분포하는 중생대 백악기 경상 누층군 하양층군의 최하부 지층이다.
사천 지질도폭(1969)에 의하면 하위의 진주층을 정합으로 덮고 상위의 신라 역암층에 의해 덮여 있다. 자색(赭色) 및 회색 사암, 이암, 셰일 등으로 구성되어 있다. 지층의 최대 두께는 500 m이며 남으로 감에 따라 협소해지는 경향이 있다. 진주시 문산읍 서부, 정촌면 동부, 정동면 서부, 사천시에 이르기까지 북북동 방향으로 분포한다.
삼천포 지질도폭(1983)에 의하면 하위의 진주층과는 정합 관계로 주로 자색의 사질셰일 및 셰일로 구성되며 하부로 갈수록 회색 사질셰일이 많아진다. 지층의 두께는 300~400 m 정도이며 지층 내에 연흔과 건열 구조가 관찰된다. 도폭 내에서 오른쪽의 신라 역암층 및 함안층과 북북동 방향으로 거의 평행하게 사천시 용현면 덕곡리 중부에서 송포동 해안가, 마도동에 이르기까지 분포한다.

## 경상 누층군신라 역암층
신라 역암층은 경상 분지에 분포하는 경상 누층군 하양층군의 역암 지층이다. 
사천 지질도폭(1969)에 의하면 하위의 칠곡층을 정합으로 덮고 함안층이 그 위에 정합으로 덮여 있다. 본 층은 사천읍 동부에서 북동 30°의 주향을 갖고 북에서 진주시 문산읍 삼곡리]], 정촌면 관봉리, 사천시 사남면 화전리 소재 성황당산, 용현면 신복리 소재 봉대산, 용현면 구월리 등을 연결하는 대상분포를 갖는다. 경사는 남동 10~15°를 보이며 두께는 200 m 내외이다.
삼천포 지질도폭(1983)에 의하면 하위의 칠곡층을 정합적으로 덮으며 신라 역암층에는 역암층과 사암 또는 사질셰일(특히 자색)이 교호(交互)되는 경우가 많다. 역의 크기는 1~2 cm, 최대 30 cm 이상에 달하는 것도 있다.

## 경상 누층군함안층
함안층(Haman formation, 咸安層)은 경상 누층군 하양층군 상부의 퇴적암 지층으로, 의령 서동리 함안층 빗방울 자국과 남해 가인리 화석산지, 국내 최초의 새발자국 화석인 Koreanaornis hamanensis를 포함하여 다량의 화석이 산출된다.
사천 지질도폭(1969)에 의하면 하위의 신라 역암층을 정합으로 덮으며 도폭 내 진주시 진성면 전 지역, 문산읍 동부, 금곡면 전 지역, 정촌면 최동단, 고성군 영오면 서부, 사천시 사천읍과 정동면, 사남면 동부지역에 넓게 분포한다. 본 층의 주향은 북동 30°, 경사는 남동 10~15°이며 두께는 1,500 m이다. 회색 및 자색 사암, 셰일 등으로 구성되어 있다.
삼천포 지질도폭(1983)에 의하면 하위의 신라 역암층을 정합으로 덮으며 두께는 북쪽 지역이 약 1,400 m, 남쪽 지역이 약 1,000 m이다. 주로 자색(赭色) 셰일, 사질셰일, 회색 사암 등으로 구성되며 응회질사암과 알코스사암 등이 협재된다. 이들은 서로 교호하는데 하부로 갈수록 자색이, 상부로 갈수록 회녹색이 우세해진다. 와룡산(801.4 m) 주변의 함안층은 화강섬록암의 관입으로 혼펠스화 되어있다. 사천시 죽림동, 좌룡동, 동림동, 동동, 향촌동의 남일대해수욕장, 신수동 중·북부, 남해군 창선면 가인리와 부윤리, 당저리 등지에 분포한다.

## 사천 아두섬 공룡화석 산지
사천 아두섬 공룡화석 산지(泗川 鵝頭섬 恐龍化石 産地)는 경상남도 사천시 신수동, 아두섬에 위치한 천연기념물이다. 2006년 12월 5일 천연기념물 제474호로 지정되었다. 2002년 초가을 아두섬을 조사하던 김경수 진주교대 과학교육과 교수(41·당시 충북과학고 교사)에 의해 최초로 발견되었다.

## 경상 누층군유천층군

### 안산암
안산암(Kan)은 사천시, 남해군, 고성군 (경상남도) 지역에 넓게 분포하며 사천시 내에서는 와룡산 중턱, 사천시 이금동 등지에 분포한다. 안산암은 칠곡층, 신라역암층, 함안층, 진동층 등을 덮거나 암맥 형태로 이들 지층을 관입하여 있다. 이 지역의 안산암은 화학적으로 알칼리(Subalkaline field)에 속하는 현무암질 안산암에 해당한다.

### 안산암질 집괴암
안산암질 집괴암(Kma)은 사천시 내에서는 대방동 일대에 분포하며 안산암과 밀접히 수반된다. 응회암층이 본암 중에 협재되어 있기도 하며 여러 곳에서 화강섬록암에 의해 관입당했다. 따라서 본 암석은 진동층의 퇴적 이후, 불국사 화강암의 관입 이전에 있은 화산 활동의 산물로 추정된다. 본 암석은 대체로 암녹색 내지 녹회색 또는 적갈색 내지 암적갈색을 띤다. 혼펠스, 사암 등의 외래각력(Alloclastic breccia)도 함유하고 있으나 각력의 대부분은 기질과 유사한 안산암질의 각력이다. 기질과 각력은 외견상 거의 동질의 경우도 있으나 기질이 암녹색을 띠는 경우 각력은 흔히 적갈색이고 보다 반정질이다. 각력의 크기는 7~8 cm의 것들이 많고 50 cm에 달하는 것도 있다. 큰 각력일수록 아각상 내지 원상을 이룬다.

## 불국사 화강암류

### 화강섬록암
불국사 화강암 화강섬록암(Kgdi)은 사천시 서부 곤양면 무고리 지역에 메타텍틱편마암과 낙동층을 관입하며 불규칙하게 분포한다. 그리고 석영 반암과 접촉하며 본 암체 가운데에는 낙동층이 포획되어 잔존한다. 이밖에 본 암체중엔 다수의 원지층의 포획물이 점재한다. 현미경 하에서 주로 석영, 장석, 각섬석, 흑운모로 구성되며 약간의 자철석을 포함한다. 석영 결정은 반자형 내지 타형을 나타낸다.

### 석영반암
불국사 화강암류 석영반암(Kqp)은 사천시 서부 곤명면 용산리, 곤양면 무고리 경계 지역에 분포하며 대체로 화강섬록암의 주변상으로서 나타난다. 본 암석과 화강섬록암과의 관계는 점이적이며 경상 누층군 낙동층의 층리를 따라 관입 암상으로 발달한다. 이러한 현상은 다솔사 부근과 직전리 부근에서 관찰되는데 특히 다솔사 부근에서는 석영반암이 낙동층을 관입하여 암상(巖床)을 형성하여 낙동층과 교호하는 것처럼 보인다. 또한 신촌 북방 1.5 km 산정에 잔류된 퇴적암상에 환상의 석영 반암과 우복리 북방 1.5 km 지점 산정에 잔존하는 원지층의 기저 역암 위에 놓인 석영반암이 이러한 구조 현상을 보인다.

### 염기성 암맥
백악기 염기성 암맥(Kbd)은 사천시 서포면 내구리, 금진리 경계 지역 등지에서 소규모로 경상 누층군을 관입하여 분포한다. 서포면 내구리의 암맥은 규모가 1 km2이며 염기성 암맥의 현미경 관찰에 의하면 사장석으로 구성된 반정이 석기중에 산재하므로서 반상 조직을 나타낸다.

## 광산과 지하자원

### 낙동층무연탄
탑동 남방 1 km 지점, 현재의 사천시 곤명면 삼정리 지역의 낙동층 하부에는 무연탄이 협재되어 있어 과거 채탄이 이루어졌다. 석탄층은 북동 42° 주향에 동쪽으로 15° 경사하는 낙동층의 회색 사질셰일, 흑색 셰일 및 탄질셰일의 교호층에 협재되는 두께 10 cm 내외의 무연탄층이다. 이 교호층의 탄질셰일을 따라 북동 35° 방향으로 수평 갱도가 개설되었으나 붕괴 침수되어 있다.

### 금곡광산
금곡광산(金谷鑛山)은 사천시 정동면 소곡리 흥무산(453 m) 산록 240 m 지점에 위치한 구리 광산이다. 지질은 주향 북동 30°, 경사 남동 13° 방향의 경상 누층군 함안층 세립사암이며 광상은 열극을 충전한 북서 20°주향에 동쪽으로 85° 경사하는 폭 30~60 cm 의 맥상 광상이다. 황동석과 적철석, 유화철석(硫化鐵石)이 혼재하며 석영과 방해석이 산출된다. 60 m 연장의 수평 갱도와 40 m 연장의 수직 갱도가 있었다 하나 1969년 사천 지질도폭 조사 당시에는 갱도가 붕괴되어 침수되어 있었다.

## 같이 보기
- 한국의 지질
- 경상 누층군
- 사천시
- 고성 덕명리 공룡과 새발자국 화석산지